# 饶平如
饶平如（1922年11月27日—2020年4月4日），男，江西南城人，中国抗日战争老兵、绘本作家。著有《平如美棠：我俩的故事》。

## 生平
1922年11月（一说1921年）生于江西省南城县。祖父饒芝祥是晚清翰林，官至正三品。父亲饶孝谦毕业于北京政法学堂，在江西经营着老字号中药铺，在汉口还有钱庄。饶平如在读中学时，七七事变爆发，侵华日军攻入中原。1940年，日军占领南城县，一家人迁至南昌。饶平如决定放弃学业，投笔从戎，投考了黄埔军校第十八期。花了四个月从江西上饶辗转到四川成都的黄埔军校。入伍训练结束后被分配至炮兵一中队。1943年毕业后在第100军第63师188团迫击炮连2排任排长，在常德、衡阳、湘西与日军在正面战场作战。
1946年，饶平如与毛美棠订婚。1948年7月，饶平如离开部队，回到南昌。同年8月中旬，与毛美棠在江西大旅社举行婚礼。之后，他们先到贵州工作。1951年又辗转赴上海，在江宁路上的大德医院做会计，兼职做大德出版社编辑，每个月工资240元。1958年9月，饶平如被认定为“反革命”，罪名是“制造假账、参与偷漏国税和抽逃资金”，被送至横浜桥的劳动教养所，紧接着又被转送至安徽六安的农场接受劳动改造，在霍邱和颍上等地区修葺淮河堤坝。1968年，饶平如开始在安徽六安汽车齿轮厂工作。
1978年12月，中共十一届三中全会决定开始平反冤假错案。此时，饶平如与毛美棠已经两地分居长达20余年，期间主要靠写信交流。1979年11月，饶平如向齿轮厂提出“自动离职”的申请。1979年11月16日，饶平如回到上海，与家人团聚，次日上报户口，在上海科学技术出版社做编辑。1980年12月29日，上海市公安局发出《撤销劳动教养处分决定书》。饶平如获得平反，并恢复到原来的工资和行政级别。
1992年，美棠因肾病引发糖尿病和尿毒症。2008年3月19日不幸离世，这一天距两人的钻石婚还差5个月。之后，饶平如一直在创作绘本，用绘画和文字的方式记述他与美棠从初识到相处的时光。2012年，饶平如的孙女把这些画作发布到微博上，引发众多网友关注。2012年4月12日，他亮相央视一套《看见》栏目，讲述了两人的爱情故事。2013年3月，做客浙江卫视《中国梦想秀》舞台。2013年11月21日，饶平如带着毛美棠的一缕头发回到南昌，补办了钻石婚典礼。
2013年5月，广西师范大学出版社将绘本整理成《平如美棠：我俩的故事》出版。该书获得了许多奖项，在国外还出现了意大利文、法文、英文、西班牙文、荷兰文、韩文等版本。2015年10月，该书亮相法蘭克福書展。
2020年4月4日上午9时30分，饶平如在上海瑞金医院因胆囊疾病引发多器官衰竭逝世。